# Mols Bjerge-stien

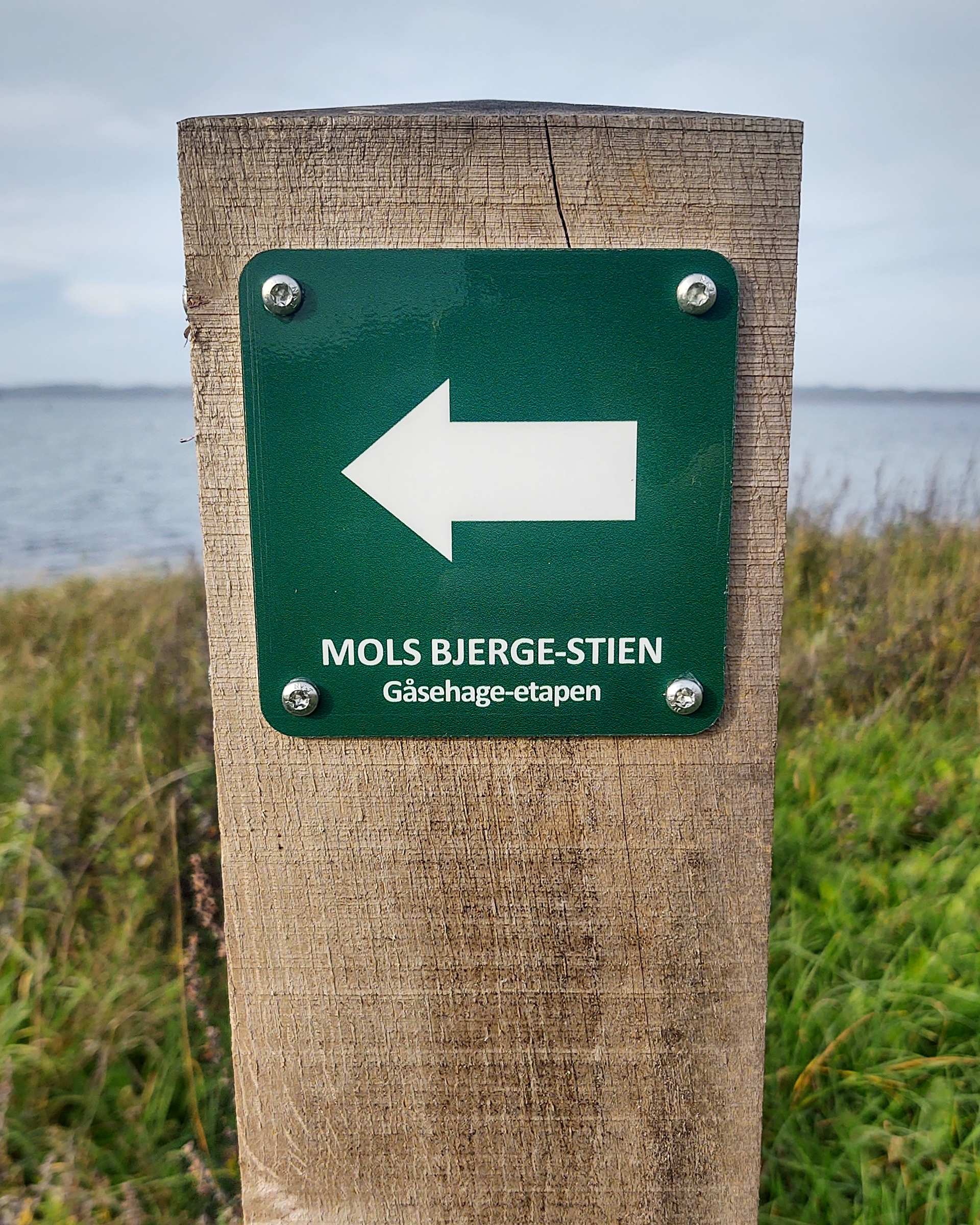
Wegwijzer van het Mols Bjerge-stien

De Mols Bjerge-stien is een gemarkeerd langeafstandswandelpad in Denemarken.
De route is 82 kilometer lang en doorkruist in Djursland het Nationaal park Mols Bjerge. Het pad werd gecreëerd op 24 mei 2019 voor het tienjarig jubileum van het nationaal park. De route is onderverdeeld in vier etappen: Kalø, Bjerg, Ebeltoft, Gåsehage.